# Église Saint-Matthieu de Bures-sur-Yvette
L'église Saint-Matthieu est une église catholique paroissiale située à Bures-sur-Yvette dans l'Essonne, en France.

## Description
L'église s'élève dans le centre de Bures-sur-Yvette. Il s'agit d'un édifice constitué de trois vaisseaux : une nef principale et deux nefs latérales, couvertes de voûtes en berceau plein-cintre,. Les deux bas-côtés se terminent par des absides fermées ; la nef principale par un chœur en cul-de-four. L'église compte deux chapelles : la première dédiée à Marie, la deuxième à saint Leu et saint Gilles. La sacristie est située à l'extrémité de la nef principale. Une fresque représentant le Christ entouré de la Vierge et de saint Jean-Baptiste s'élève au-dessus du chœur.
Les murs de l'église sont en meulière, recouverts en grande partie par un enduit de couleur sépia. Un clocher de plan carré s'élève sur un des côtés de l'église ; il est flanqué de deux contreforts d'angle et d'une tourelle d'escalier.

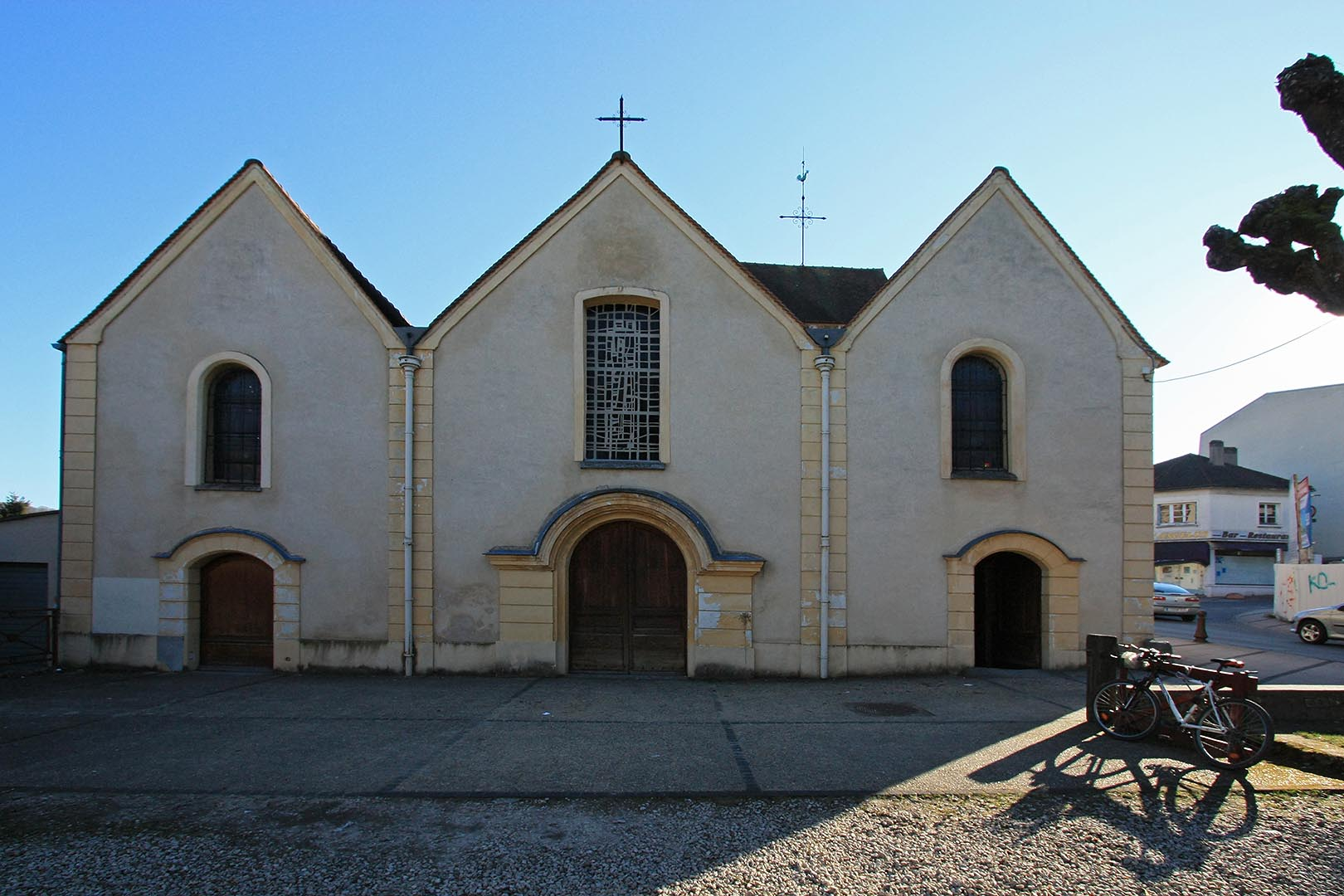
Vue extérieure latérale
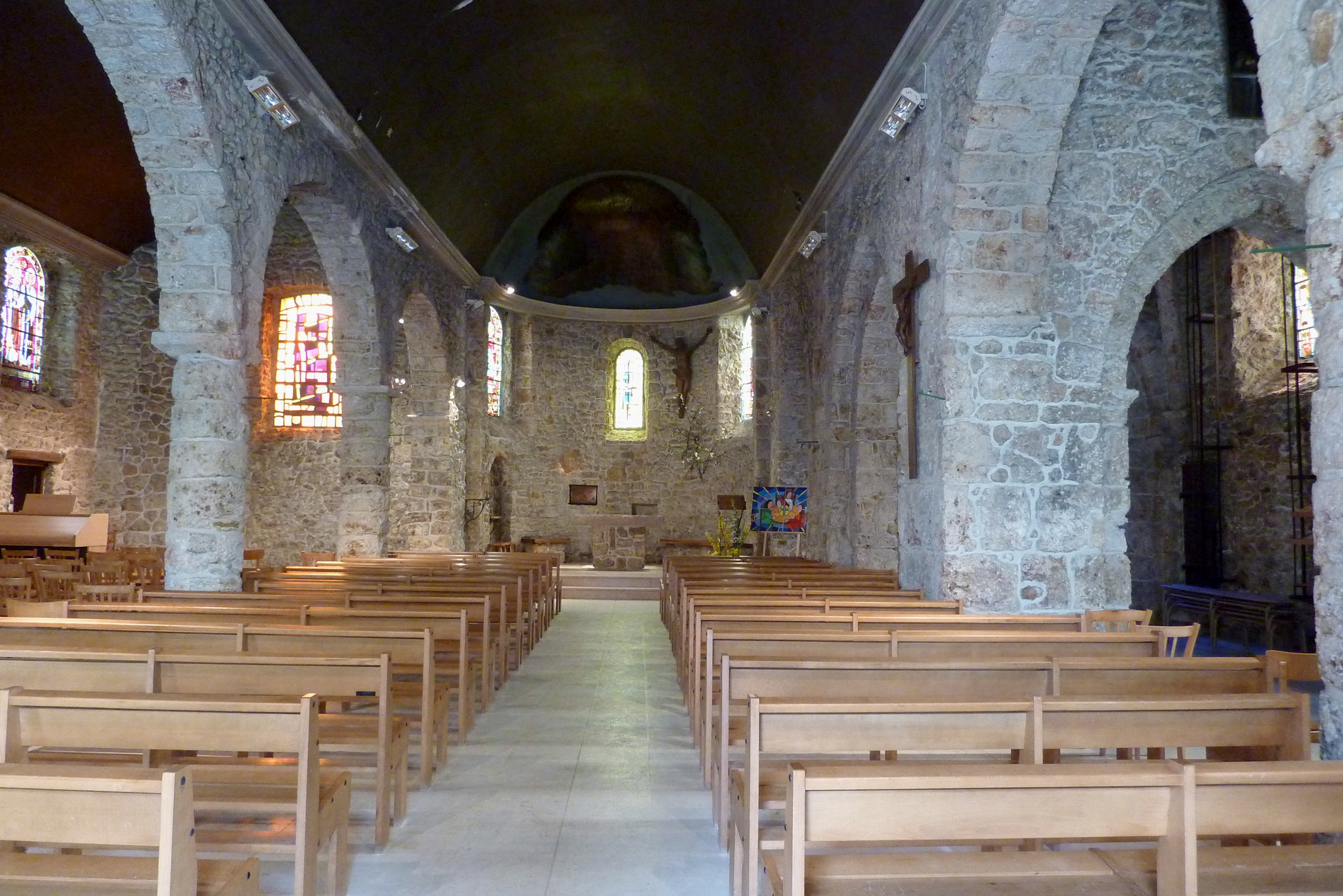
Vue générale de l'intérieur de l'église
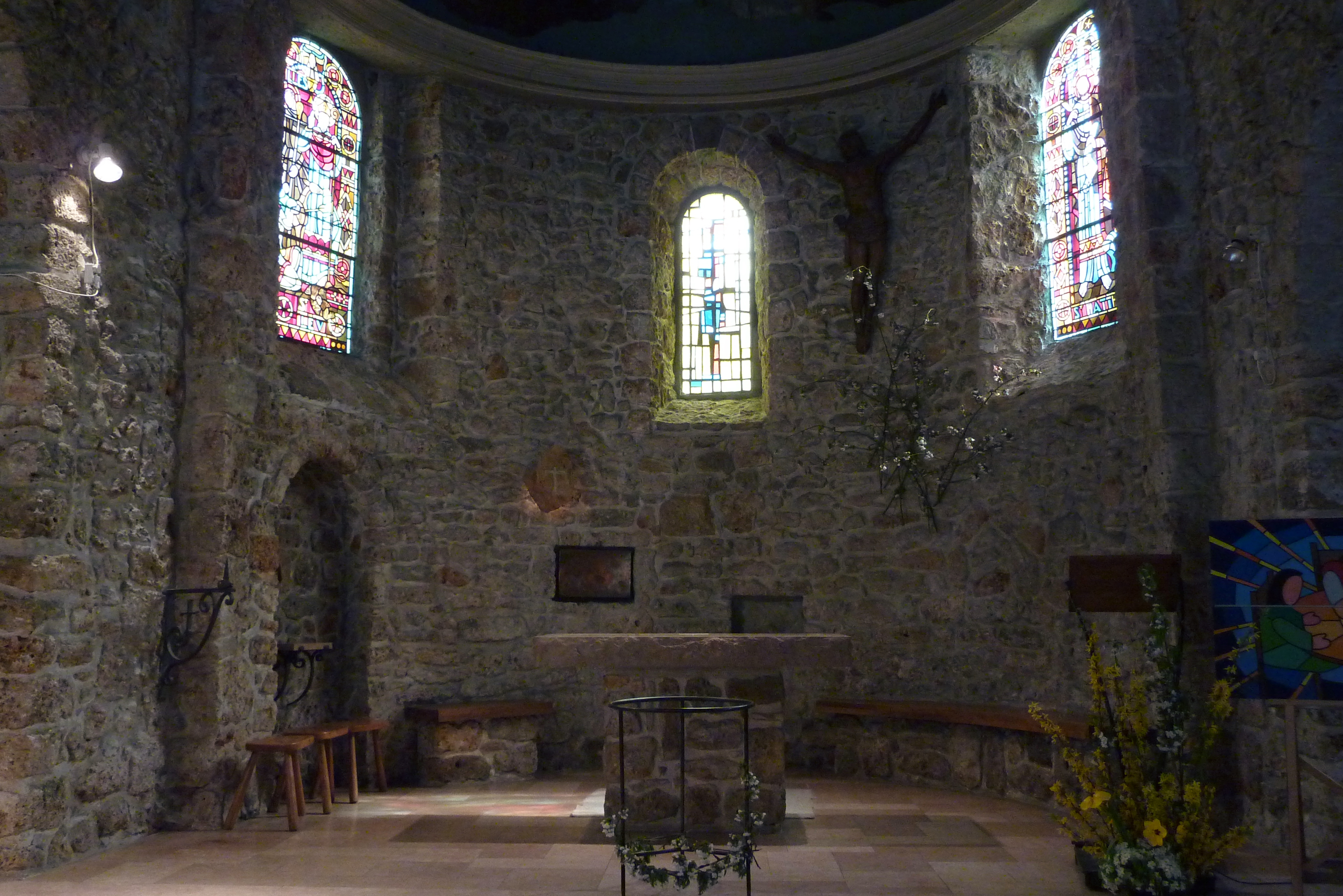
Chœur
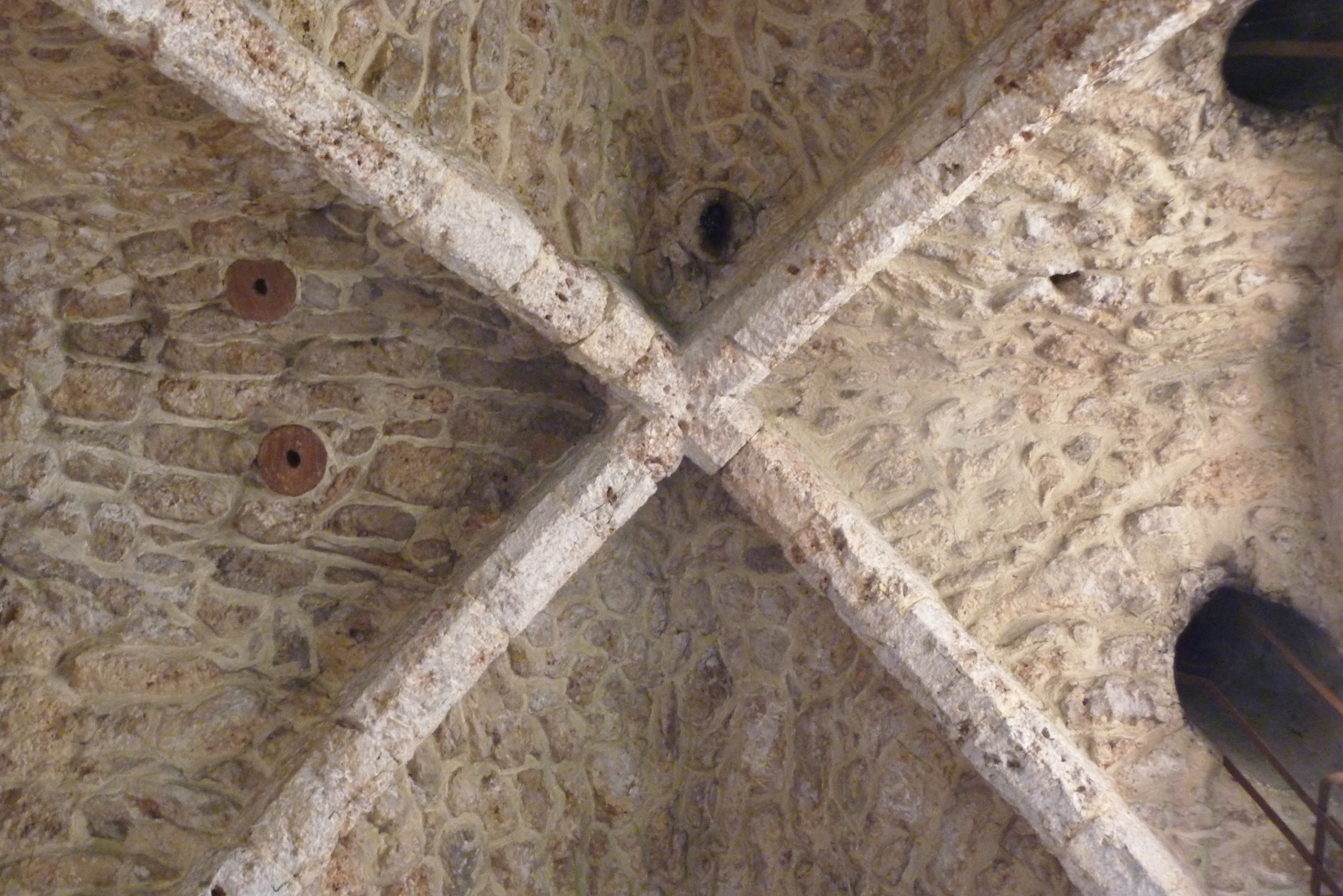
Détail de la croisée d'ogives

## Mobilier
L'église contient plusieurs éléments mobiliers protégés aux monuments historiques :
- Cloche (fondue en 1756[3])
- Dalle funéraire de Jean Brémont et de Jeanne Breton (laboureur et son épouse, morts au XVIe siècle[4])
- Statue de la Vierge à l'Enfant (XVIIe siècle[5])
- Tableaux (d'après des œuvres de Pierre Mignard) :
  - La Nativité[6]
  - La Vierge à la grappe (ja)[7]

## Historique
La construction de l'église remonte à 1224, mais l'édifice est remanié à plusieurs reprises,. Le clocher et la chapelle de la Vierge sont les parties les plus anciennes et remontent aux XIIe et XIIIe siècles. L'édifice est agrandi en 1504 et prend sa forme actuelle au XVIe siècle sous l'impulsion d'Antoine Sanguin, cardinal de Meudon. La croix qui surmonte le clocher est installée en 1763.
Les murs de la façade sont enduit d'une peinture sépia en 1895, laquelle est décapée en 1971, lors de la restauration de l'église par des bénévoles. L'église est inscrite le 18 novembre 2020 au label « Patrimoine d'intérêt régional ».